# (3216) Harrington
(3216) Harrington (1980 RB) – planetoida z pasa głównego asteroid okrążająca Słońce w ciągu 3,71 lat w średniej odległości 2,4 au. Odkryta 4 września 1980 roku.